# Condado de Sierrabella
El condado de Sierrabella es un título nobiliario español, creado por el rey Carlos II en 28 de enero de 1695 a favor de Diego Cristóbal Mesía y León Garavito, presidente de la Real Audiencia de la Plata y oidor de la Real Audiencia de Lima.

## Historia
El condado se consiguió por iniciativa y con financiamiento por parte del consuegro del primer titular, el chileno de origen portugués Pedro Ramos de Torres Miranda y Saa, tesorero de la Santa Cruzada y fundador del primer mayorazgo en Chile. Su hija María había casado con Diego Cristóbal Mesía y Valenzuela, caballero de la Orden de Santiago, hijo del abogado y funcionario Diego Cristóbal Mesía y León Garavito, presidente de la Real Audiencia de Charcas y  descendiente de la Casa de Mexía. El presidente Mesía y León Garavito fue agraciado con el título creado el 28 de enero de 1695. Heredado por sus descendientes hasta la independencia del Perú, en 1913 el rey Alfonso XIII rehabilitó el título a favor de María de la Trinidad de Santiago-Concha y Tineo, que se convirtió en la séptima condesa.
El título hace referencia a la hacienda San José de la Sierra o Sierra Bella, que fue propiedad del consuegro del primer conde y financiador del título, Pedro Ramos de Torres Miranda, ubicada al oriente de Santiago, capital del Reino de Chile. Actualmente, la antigua casa colonial es sede del Campus Casona de la Universidad Andrés Bello, ubicada dentro del barrio Las Condes, que debe su nombre a este título.

## Condes de Sierrabella

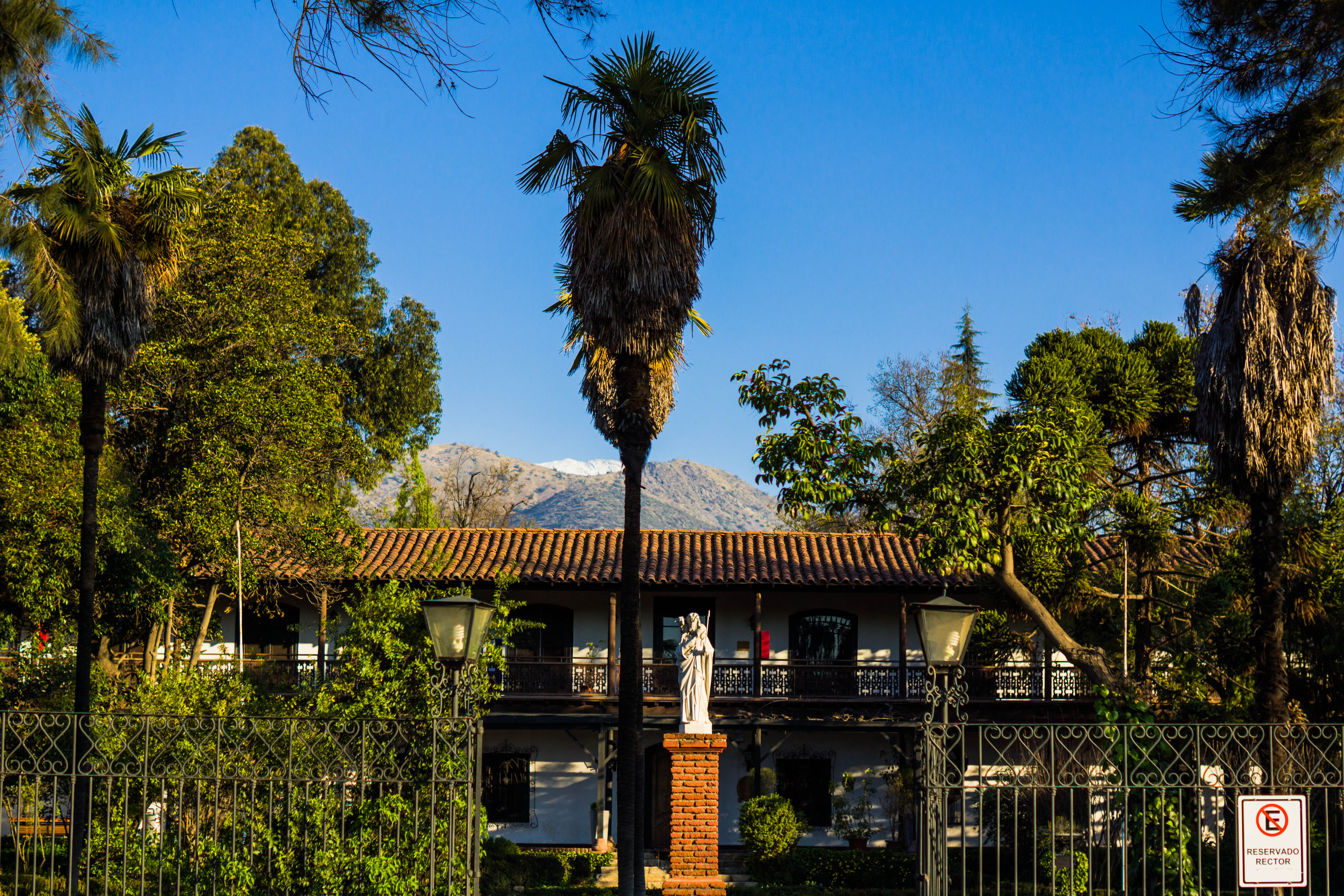
Entrada de la Casona de Las Condes

- Diego Cristóbal Mesía y León Garavito (b. Madrid, 18 de marzo de 1624-Charcas, Bolivia, post. 1695),[2] I conde de Sierrabella. Oidor de Quito, fiscal y oidor de Lima y presidente de la Real Audiencia de Charcas[2] Era hijo de Cristóbal Mesía y Venegas, corregidor de Écija y Ávila y veinticuatro de Sevilla, y de Leonor de León y Garavito, ambos naturales de Sevilla.[2]

Casó en Madrid, el 3 de agosto de 1656, con Jerónima de Roselde y Valenzuela. Le sucedió su hijo:
- Diego Cristóbal Mesía y Valenzuela (Quito, ¿?-1721), II conde de Sierrabella. Paje del rey Carlos II, caballero de la Orden de Santiago en 1684[2] y teniente general de la caballería del Perú.[4]

Casó con María de Torres, hija de Pedro Ramos de Torres Miranda y Saa, tesorero de la Santa Cruzada en Chile, e Isabel de Olivares. Le sucedió su hijo:
- Diego Pedro Mesía y de Torres (n. Carabaya, Perú, 1688), III conde de Sierrabella.[7][8] Paje de Carlos II y tesorero general de la Cruzada de Chile.[8]

Casó, en Lima, con su prima María Ana de Munive, hija de Lope Antonio de Munive y Axpe, oidor de la Real Audiencia de Lima, y de Leonor de León Garavito. Le sucedió su hijo:
- Cristóbal Mesía y Munive (b. Santiago de Chile, 28 de julio de 1717-Lima, 22 de marzo de 1797), IV conde de Sierrabella.[8][10] Oidor supernumerario de Lima, oidor de Lima y nombrado oidor supernumerario de México.[8]

Casó en 1757 con Josefa Aliaga y Colmenares, hija de Juan José Aliaga y Sotomayor y de la hija del conde de Polentinos y hermana de Sebastián, conde de San Juan de Lurigancho. Fueron los padres de varios hijos pero solo sobrevivió su hija María Josefa, que le sucedió:
- María Josefa Mesía y Aliaga, V condesa de Sierrabella.[8]

Casó con José María de la Fuente y Carrillo de Albornoz, VIII marqués del Dragón de San Miguel de Híjar. Le sucedió su hija:

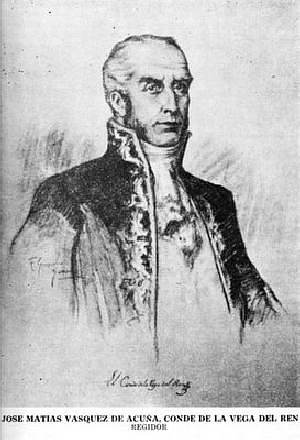
José Matías Vázquez de Acuña, conde consorte de Sierrabella

- María Josefa de la Fuente y Mesía (f. 6 de septiembre de 1852), VI condesa de Sierrabella.[13]

Casó con José Matías Vázquez de Acuña, conde de la Vega del Ren. 
En 1822, el Protectorado del Perú declaró caduco el condado de Sierrabella, al no haber concurrido su titular a la revalidación ante el nuevo Estado peruano. Poco después, con la nacimiento de la república, se abolirían definitivamente los títulos nobiliarios. Tras la muerte de la sexta condesa el 5 de septiembre de 1852, el título quedó vacante según el fuero español.
Rehabilitado en 1913
- María de la Trinidad de Santiago-Concha y de Tineo, VII condesa de Sierrabella[15] y XII marquesa del Dragón de San Miguel de Híjar.[16]

Casó en primeras nupcias con Juan de Dios Rodríguez Fraile y en segundas con Enrique Carrión y Vecín, II marqués de Melín. Le sucedió su hijo del primer matrimonio:
- José María Rodríguez de Santiago-Concha (Madrid, 10 de agosto de 1916[17]-2003), VIII conde de Sierrabella,[15] XIII marqués del Dragón de San Miguel de Híjar,[18] VI marqués de Valdelirios, VII marqués de Casa Tremañes y VI conde de Villanueva del Soto.[17]

Casó, en Alella, el 8 de julio de 1953, con Inés Fabra y Boada. Le sucedió su hijo:
- Juan Rodríguez de Santiago-Concha y Fabra (1954-Madrid, 4 de enero de 2022),[19] IX conde de Sierrabella,[20] título que renunció en 2021,[21] XIV marqués del Dragón de San Miguel de Híjar, VIII marqués de Casa Tremañes, VII marqués de Valdelirios y VII conde de Villanueva del Soto.

Casó en 1993 con Cristina Ruiz-Navarro y Pinar.
Al ser un título vacante, quedará caducado en 2026 (cinco años después de la renuncia del último titular), pudiendo en ese caso ser rehabilitado hasta 2066.